# アブロ バルカン
ヴァルカン
飛行するヴァルカン B.2 XM607号機
(1977年6月撮影)
- 用途：戦略爆撃機
- 分類：爆撃機
- 設計者：ロイ・チャドウィック、ステュアート・デイヴィス
- 製造者：A・V・ロー（アヴロ）社
- 運用者： イギリス（イギリス空軍）
- 初飛行：1952年8月30日
- 生産数：134機
- 運用開始：1956年9月
- 退役：1984年3月
- 運用状況：退役
- ユニットコスト：750,000英ポンド

ヴァルカン（Avro Vulcan）は、イギリスのアヴロ社が開発し、イギリス空軍で運用された戦略爆撃機。いわゆる3Vボマーの一つで、冷戦期に核搭載爆撃機としてイギリスの核戦力の一翼を担った他、フォークランド紛争では通常の爆撃任務（ブラック・バック作戦）にも就いた。
名称の「ヴァルカン (Vulcan)」は、ローマ神話に登場する火の神、「ウゥルカーヌス」の英語圏での名称。

## 開発

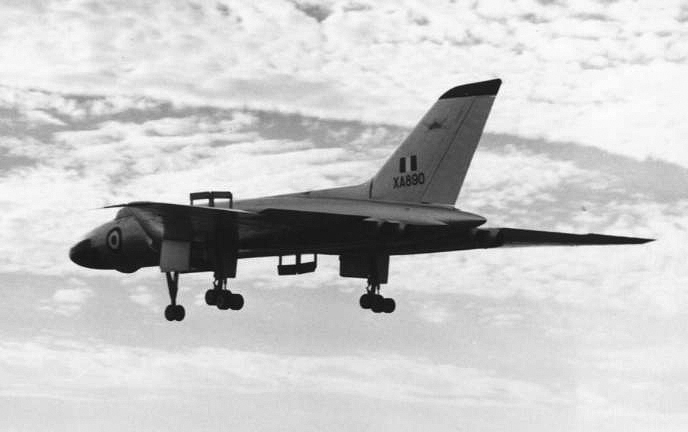
バルカン B.1 XA890号機

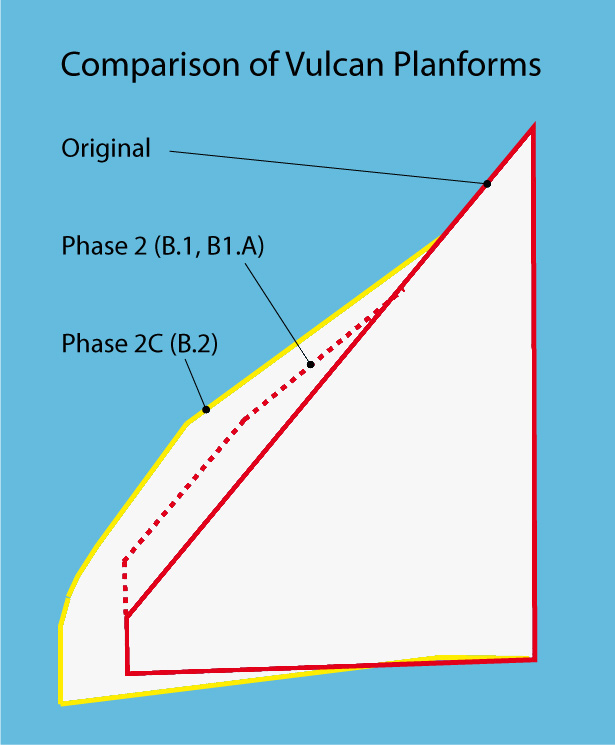
バルカンの翼平面形比較。赤実線が原型、赤点線がフェイズ2（B.1）、黄色がフェイズ2c（B.2）を示す

第二次世界大戦終結から2年後の冷戦最初期の1947年に、軍需省調達仕様B.35/46が提示された。これは初期の原子爆弾に等しい4,500 kg（10,000ポンド）のペイロードをもち、最高速度925 km/h（575 mph）、上昇限度15,000 m（50,000フィート）、航続距離5,556 km（3,452マイル）のスペックで、ソビエト連邦への侵攻を想定したものだった｡同調達仕様には、アブロ以外にもハンドレイ・ページ、ショートの両社が呼応し、更に1948年にはバックアップ目的で別の調達仕様B.9/48が提示され、これにはヴィッカースが応じた。
レシプロ4発重爆ランカスター等で実績のあるアヴロ（バルカン）と、ハンドレイ・ページ（ヴィクター）、ヴィッカース（ヴァリアント）の3機種が選定され、軍需省から同時に発注された。
ロイ・チャドウィック指揮の下で基礎設計が始まったバルカンは、未経験のデルタ翼の飛行特性を確認する目的で、スケールダウンモデルAvro 707が1948年に先行試作された。大推力エンジンの実用化が遅延した事も相まって開発には慎重が期された。
1952年8月30日にロールス・ロイス社のエイヴォンエンジンを搭載した原型機の698型が初飛行し、直ちにバルカンと命名されて翌年のファーンボロー国際航空ショーに出展した。当所計画では当時最強力級のブリストル社のオリンパスを予定していたが、完成が遅れていたため試作機にはアームストロング・シドレー社のサファイアも搭載された。
試験中、高速高高度飛行に際して主翼のバフェッティングが発生したが、外翼の前縁を延長することで解決した。

## 特徴

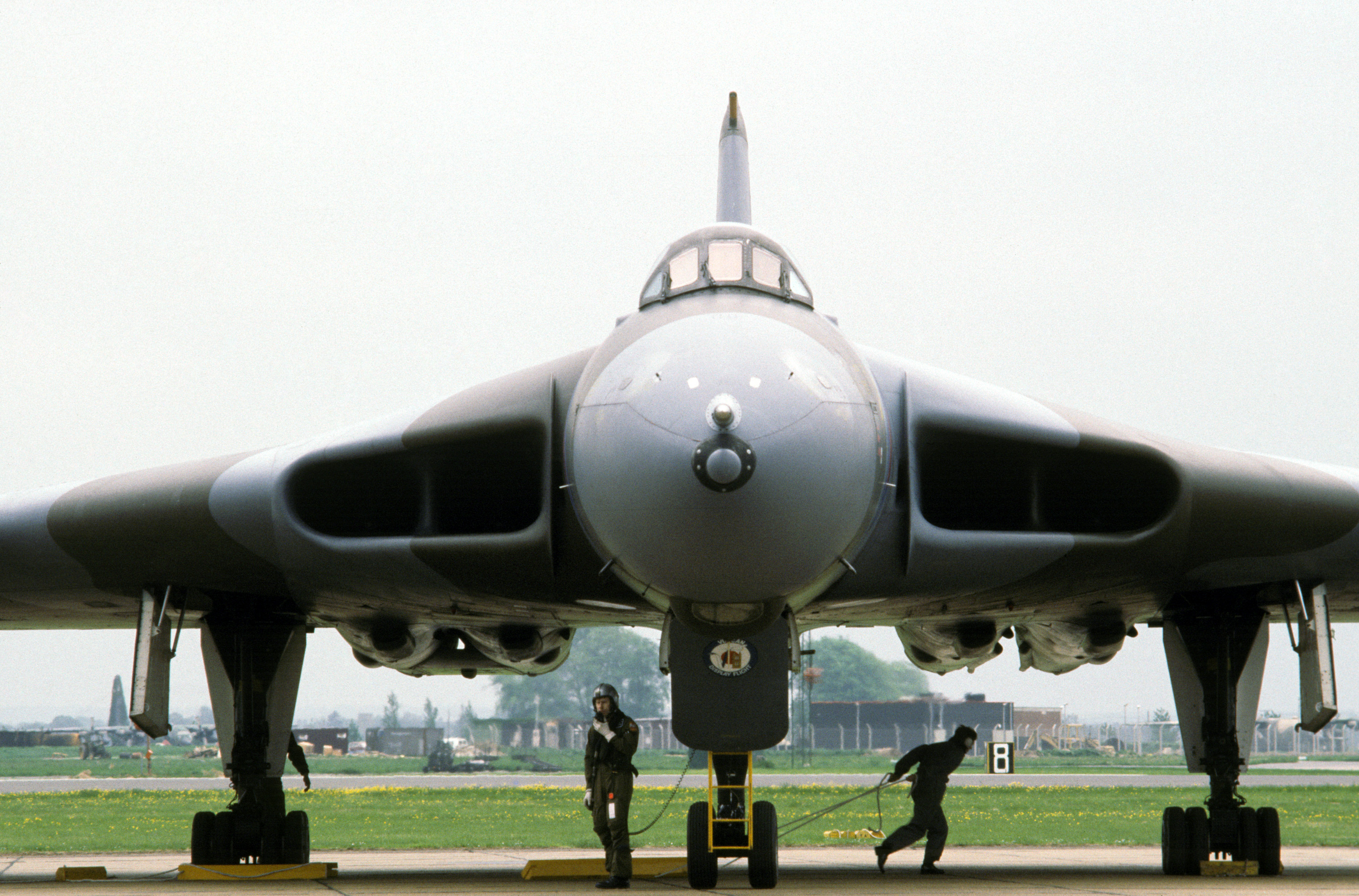
正面から見たバルカン B.2

イギリス実用機初のデルタ翼を採用し、軽量、低抵抗と翼内スペースを利して長大な航続距離を狙った。計画の初期段階では垂直尾翼すら廃した完全な無尾翼機だったが、間もなく垂直尾翼が追加され、爆弾倉は胴体内に設けられた。高々度飛行のため低翼面荷重が採用された結果、1955年のファーンボローでは離陸直後にバレルロールしてみせるなど、低空でも異例な軽快性を誇った。
副次的な特徴として、特定の角度では機影がレーダーに映りにくいことも発見された。またデルタ翼に由来する強固な機体構造は爆撃戦術が低空侵攻へ変更された際に有利に働き、他の3Vボマー2機種よりも長く爆撃任務に留まることができた。しかし主翼面積が大きいため、地表効果の生じる超低空では気圧式高度計が誤作動することが事故の結果明らかになり、レーダー式高度計が新規に開発された。
コックピットからの後部視界が皆無なため、方向舵やエレボンの状態を示す専用表示器やテレビモニタが設けられ、またシステム士官 (AEO) はペリスコープ（潜望鏡）を介して爆弾倉扉と下方を視認できた。
機内は全ての乗員が集中配置されており、事実上の2階建てで操縦席へ移動する際は梯子を使う。なお、機内の容積はゆとりがあり小柄はもちろん大柄な人でも移動できる程である。
当初、機首そのものが本体から切り離されてパラシュート降下する予定だったが、生産型では射出座席を搭載した。しかし、性能上不具合が多く(当時珍しかった、ハンドルを引くとキャノピーが自動的に放出される仕組みだった)とても信頼できるものではなかった。また、射出座席は機長と副操縦士の分しかなく後のメンバーはパラシュートをつけて搭乗口から飛び降りる型式を採用した。就役間もない頃の事故では他のメンバーが機体もろとも運命を共にするようになったため後に全員飛び降りる方式に改められた。
バルカンはテストベッドとしても利用された。1961年にトライデントやBAC 1-11向けに開発された世界初の実用ターボファン・エンジンであるロールス・ロイス社製スペイ、また1966年にはコンコルド向けのオリンパス 593、更に1973年にはパナヴィアのトーネード用のRB199を各々搭載し試験した。

## 運用史
1956年9月にイギリス空軍は、最初のバルカン B.1 (XA897号機) を受領した。すぐさま発揚のため世界一周に出発し1956年10月1日に一周を完了したが、ロンドン・ヒースロー空港への着陸時にXA897は事故で破損した。B.2は1957年に初飛行し、1960年に空軍で運用を開始された。

### 核抑止

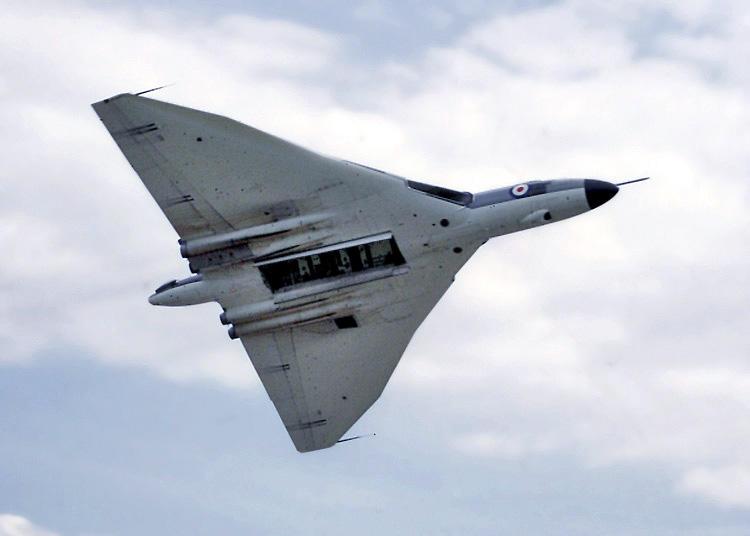
爆弾倉を開いた状態のバルカン B.1A

イギリス単独の核抑止力として、最初にブルー・ダニューブを搭載した。ブルー・ダニューブは核分裂によるエネルギーを使用する核爆弾であった。イギリスは水素爆弾の開発に乗り出し、これらが準備ができるまでの繋ぎとして、ブルー・ダニューブとグリーン・グラスなど400 ktの核出力をもつ強力だが重い核爆弾を装備した。
最初の水素爆弾イエロー・サンは、アメリカ製Mk 28核弾頭のイギリス向けレッド・スノーを搭載した。バルカン以外にもヴィクターにもイエロー・サンは搭載された。より小型のレッドベアードは、1962年からキプロスとシンガポールにおいてバルカンとヴィクターによって運用された。バルカン B.2Aには、スタンドオフミサイルであるブルースティール Mk.Iを搭載した。1962年のキューバ危機の際には、ソ連への攻撃に備えて緊急即応体制が取られている。
初期のころは核爆発の閃光から自身を守るため全面を白色に塗装し、国籍マークも薄く描かれていた。その後ソ連が地対空ミサイルの配備を進めると、ソ連領空外から目標を射程に収めるアメリカ製空中発射弾道ミサイル、スカイボルトの配備も計画した。しかし、ブルースチール Mk.Iの退役、同Mk.IIの開発中止、およびスカイボルトの取得失敗によって、イギリスの核抑止は戦略原潜から発射されるポラリスSLBMが主となった。このため、スカイボルトを搭載した型式であるバルカンB Mk.3は少数配備で終わった。その後、シンプルな低空侵攻による自由落下核爆弾WE177による戦術核攻撃となり、迷彩塗装も施された。迷彩は当初機体上部にのみ施されたが、1977年のレッドフラッグ演習にて山地を背景に急旋回すると迷彩のない下部を見せた際に目立ってしまい地上から容易に視認されるという指摘があったことで全面に施されることになった。
なお、1960年に行われたスカイシールド演習では、キューバを発進したソ連の爆撃機を模した仮想敵機役を務め、優れた低空侵攻能力とECMによりアメリカ合衆国の防空網を突破してニューヨーク上空への進入に成功している。

### 洋上哨戒
1973年11月1日に洋上レーダー偵察機として使用するため改修されたB.2 (MRR)は、スキャプトン空軍基地の第27飛行隊に配備された。主な外観の違いは、光沢塗装と対空カメラ、燃料補給ブローブ、シンブル機尾レーダー (地形追従レーダー：TFR) などである。B.2 (MRR)のうち、5機は空気サンプリングが可能で、これらの機には翼端のハードポイントに機材が取り付けられた。他にも増槽や機首の大型化などの改修がなされた。どちらの任務でも高高度での運用であったため、TFRは撤去された。
1970年代後期、他の飛行隊と交代された。1982年3月31日には、空中給油機に改修された少数機を残し、B.2 (MRR)は退役した。

### 通常爆撃

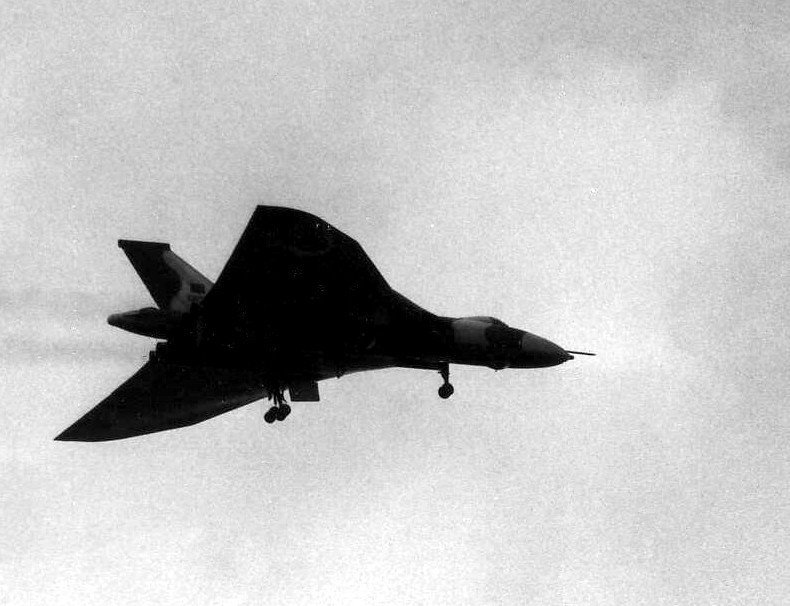
アセンション島に帰還するバルカン

バルカンの主要装備は核爆弾であったが、454 kg (1,000 lb) 通常爆弾約20発を装備して二次的な役割である通常爆撃を行うこともできた。
1982年にフォークランド紛争が勃発すると、通常爆弾を用いて、アルゼンチン軍に占領されていたフォークランド諸島のポートスタンリーを攻撃することが決定した。滑走路、レーダーサイト、地対空ミサイル発射機の爆撃などが任務となったが、後に滑走路攻撃を除いてキャンセルされた。
5機のバルカンが爆弾倉の改造、空中給油システムの復旧、電子機器の更新を受けた。改修は1982年4月9日から始まり、翼下のパイロンと翼端にハードポイントが設計、製造され、AN/ALQ-101 ECMポッドとシュライク対レーダーミサイルが装備された。
バルカンは1982年4月30日にアセンション島から出撃し、途中ヴィクターからの空中給油を受けつつ、長駆6,300 kmを飛行し、爆撃に成功した。5月1日にも同じくアセンション島から出撃して爆撃を行い、無事帰還した。これがバルカンにとっての唯一の実戦任務となった。

### 空中給油
フォークランド紛争の終結後、バルカンは空軍から退役することになっていた。しかし、第57飛行隊の解散とロッキード社製トライスター給油機の有用な運用が遅れ、ブラック・バック作戦において複雑な空中給油に成功したことから、バルカンは空中給油機として運用が続けられることになった。
臨時の処置として、6機のバルカン B.2の胴体後部上にHDU (Hose drum unit) ボックスを付け加える改修がなされた。粗雑な改修であったが、ECMは取り除かれ、HDUボックスとその他の追加装備が機能を補完した。
1982年6月23日、最初のバルカン (XH561号機) がウォディントン空軍基地へ送られた。1982年から1984年までバルカン K.2として第50飛行隊で運用された。さらに少数機が燃料積載量を増強するため、爆弾倉に燃料タンクを設けられ、総燃料積載量は45,000 kgとなった。

## 再び空へ

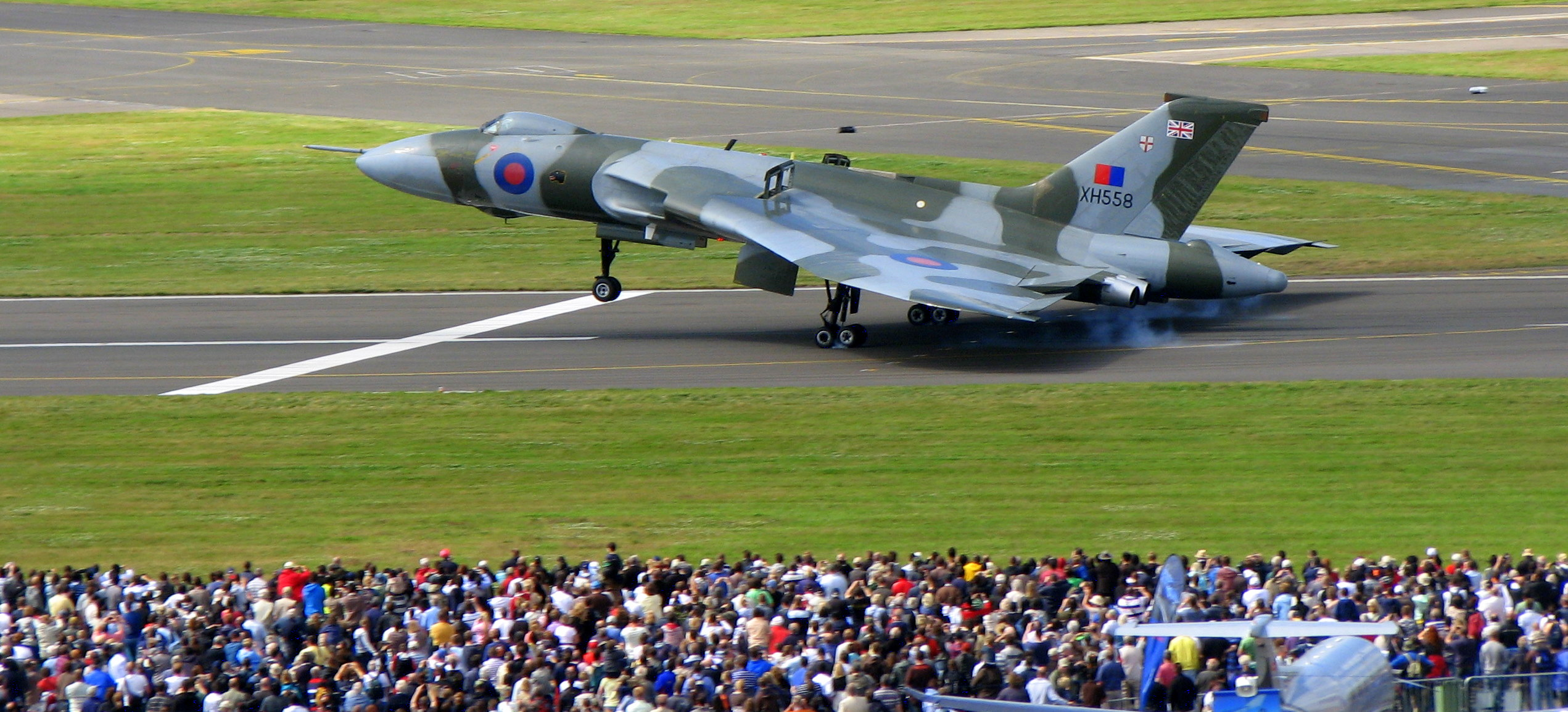
ファーンボロー航空ショーで着陸するXH558号機（2008年6月）

1984年3月をもって第50飛行隊のB.2とK.2が退役し、少数が航空ショーでの展示飛行用として残されたが、それらも1993年に退役し、以降飛行可能なバルカンは姿を消した。その後、1975年の離陸時に発生したエンジンへのバードストライクによる長期修理下にあったため、他のバルカンより飛行時間が短く、展示飛行用として良好に保存されていたXH558号機を買い取った民間団体が「Vulcan to the Sky」プロジェクトを立ち上げ、復元するための寄付を募り、再び空を目指した。莫大な資金を必要としたため一時期は計画そのものが危ぶまれたが、個人としては最高額の50万ポンドを提供したジャック・ヘイワード卿を含め、最終的に136万ポンドの資金が集まった結果、レストアが完了したXH558は「G-VLCN」の民間登録番号と「スピリット・オブ・グレートブリテン（Spirit of Great Britain）」のニックネームを付与され、2007年10月18日に再飛行を果たした。以降毎年航空ショーで展示飛行を行っていたが、サポートしていた整備業者や、BAEシステムズ、ロールス・ロイス・ホールディングスにおいて、1950年代の専門技術の継承が困難となったことや、航空イベントでの展示飛行が増えた結果、総飛行時間も他のバルカンより10%ほど長くなった事が理由で、2015年10月28日を最後に飛行を終了し、以降はドンカスター・シェフィールド空港にて、タキシング可能な状態を維持しながら保管されている。

## 派生型
プロトタイプ
2機製造。
B.1
初期量産型。45機製造。
B.2
B.1の発展型。エンジンを強化し、主翼を拡大。89機製造。
B.1A
B.1のB.2規格へ改修。
B.2A
B.2の改修。
B.2 (MRR)/SR 2
洋上レーダー偵察機。11機がB.2より改修。
B.2 K
空中給油機。6機がB.2とB.2 (MRR)より改修。
B.3
空中発射弾道ミサイル「スカイボルト」を搭載する型式。提案のみ。

## 配備
- イギリス空軍

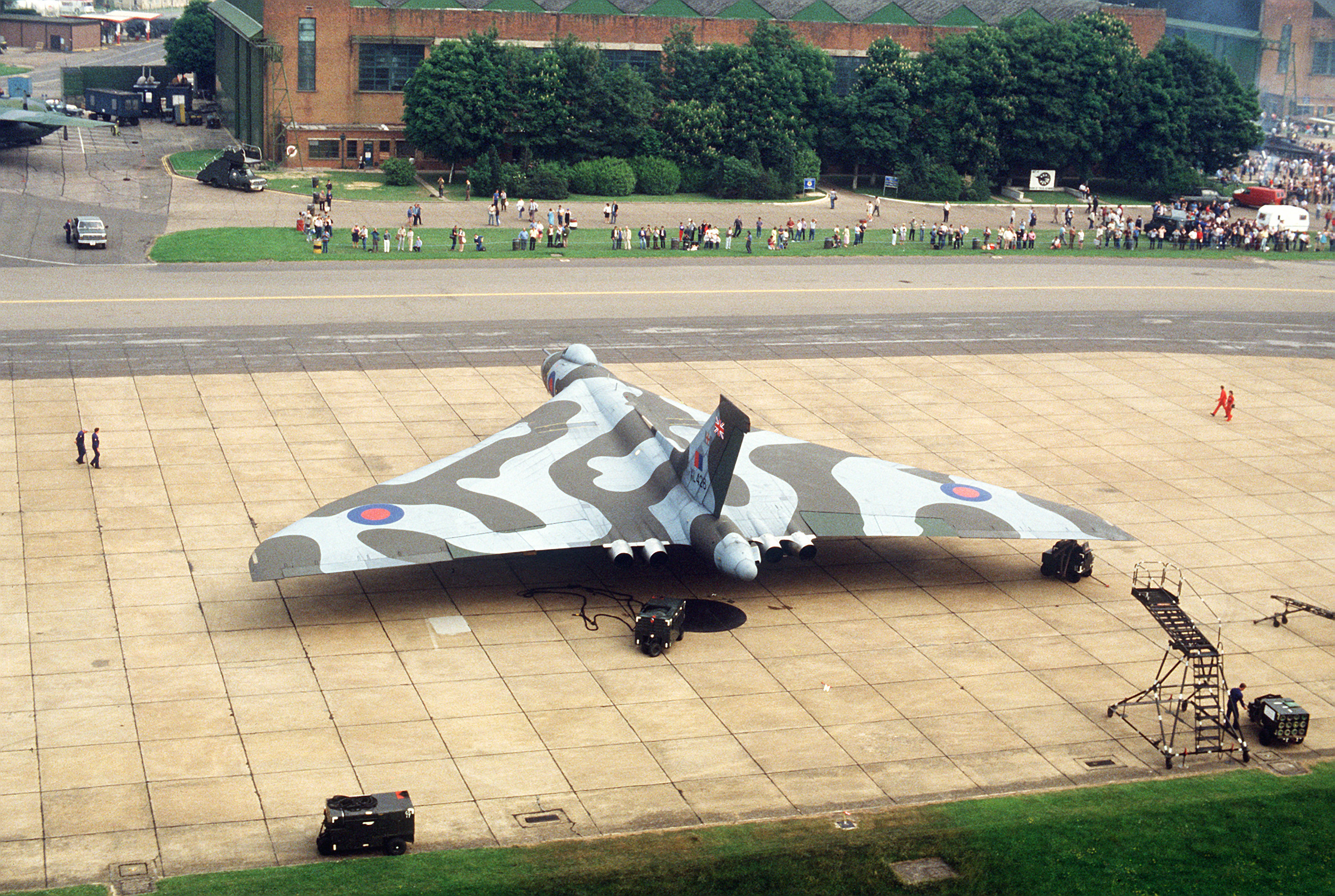
ミルデンホール空軍基地で展示中のバルカン B.2

  - 第9飛行隊：B.2 (1962 - 1982) 装備
  - 第12飛行隊：B.2 (1962 - 1967) 装備
  - 第27飛行隊：B.2 (1961 - 1972), B.2(MRR) (1973 - 1982) 装備
  - 第35飛行隊：B.2 (1962 - 1982) 装備
  - 第44飛行隊：B.1 (1960 - 1967), B.2 (1966 - 1982) 装備
  - 第50飛行隊：B.1 (1961 - 1966), B.2 (1966 - 1984), B.2(K) (1982 - 1984) 装備
  - 第83飛行隊：B.1 (1957 - 1960), B.2 (1960 - 1969) 装備
  - 第101飛行隊：B.1 (1957 - 1967), B.2 (1967 - 1982) 装備
  - 第617飛行隊：B.1 (1958 - 1961), B.2 (1961 - 1981) 装備
  - 第230機種転換部隊

## スペック

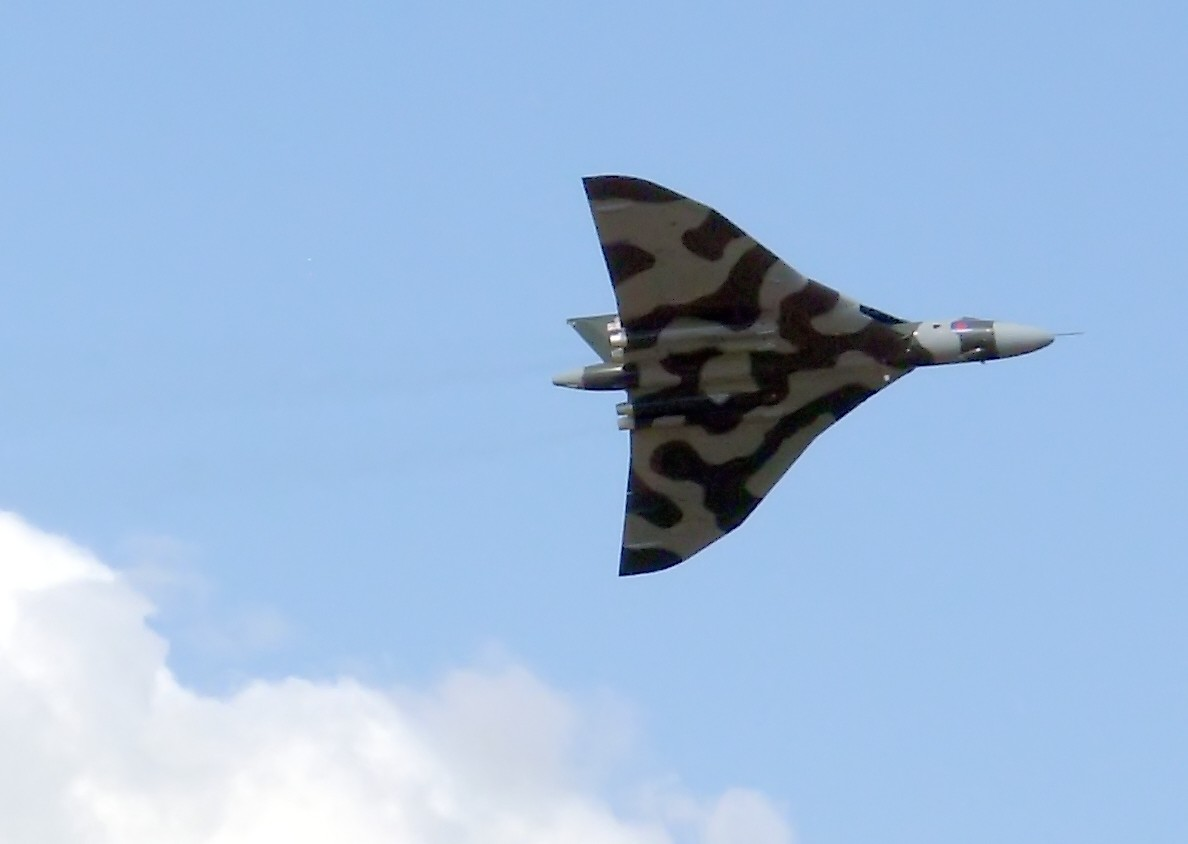
2008年時に飛行可能だったB.2 XH558

ヴァルカンB.2 三面図

ヴァルカン B.2
出典: Aerospaceweb.org, etc
諸元
- 乗員: 5名 （操縦士、副操縦士、航空電子士官、レーダー航法者、進路設定者）
- 全長: 29.59 m （97 ft 1 in）
- 全高: 8.0 m （26 ft 6 in）
- 翼幅: 30.3 m（99 ft 5 in）
- 翼面積: 330.2 m² （3554 ft²）
- 空虚重量: 乗員含む 37,144 kg （83,573 lb）
- 最大離陸重量: 77,111 kg （170,000 lb）
- 動力: ブリストル オリンパス 101, 102, 104 ターボジェット、49 kN （11,000 lbf）  × 4

性能
- 最大速度: 830 km/h （0.96 マッハ） 高高度時 1,040 km/h
- 巡航速度: 567 mph, 971 km/h （0.86 マッハ） 45,000 ft時
- 航続距離: 4,171 km （2,607 mi）
- 実用上昇限度: 16,760 m （55,000 ft）
- 推力重量比: 0.31

武装
- 通常爆弾 9,500 kg または 核爆弾 1発

### 派生型
|              | B.1                                              | B.1A                                             | B.2                                              | B.2A (B.2BS)                                                                                  | B.2 (MRR) / K                                    |
| ------------ | ------------------------------------------------ | ------------------------------------------------ | ------------------------------------------------ | --------------------------------------------------------------------------------------------- | ------------------------------------------------ |
| 翼幅         | 30.3 m (99 ft 5 in)                              | 30.3 m (99 ft 5 in)                              | 33.8 m (111 ft 0 in)                             | 33.8 m (111 ft 0 in)                                                                          | 33.8 m (111 ft 0 in)                             |
| 全長         | 29.6 m (97 ft 1 in)                              | 30.5 m (99 ft 11 in)                             | 32.2 m (105 ft 6 in)                             | 30.5 m (99 ft 11 in)                                                                          | 30.5 m (99 ft 11 in)                             |
| 全高         | 8.1 m (8.1 m)                                    | 8.1 m (8.1 m)                                    | 8.3 m (27 ft 1 in)                               | 8.3 m (27 ft 1 in)                                                                            | 8.3 m (27 ft 1 in)                               |
| 翼面積       | 3,554 ft²                                        | 3,554 ft²                                        | 3,964 ft²                                        | 3,964 ft²                                                                                     | 3,964 ft²                                        |
| 最大離陸重量 | 86,000 kg (190,000 lb)                           | 86,000 kg (190,000 lb)                           | 93,000 kg (204,000 lb)                           | 93,000 kg (204,000 lb)                                                                        | 93,000 kg (204,000 lb)                           |
| 巡航速度     | マッハ 0.86 (610 mph)                            | マッハ 0.86 (610 mph)                            | マッハ 0.86 (610 mph)                            | マッハ 0.86 (610 mph)                                                                         | マッハ 0.86 (610 mph)                            |
| 最大速度     | マッハ 0.93 (632 mph)                            | マッハ 0.93 (632 mph)                            | マッハ 0.92 (625 mph)                            | マッハ 0.92 (625 mph)                                                                         | マッハ 0.92 (625 mph)                            |
| 航続距離     | 3,910 mi (3,395 nm, 6,293 km)                    | 3,910 mi (3,395 nm, 6,293 km)                    | 4,600 mi (3,995 nm, 7,402 km)                    | 4,600 mi (3,995 nm, 7,402 km)                                                                 | 4,600 mi (3,995 nm, 7,402 km)                    |
| 上昇限度     | 17,000 m (55,000 ft)                             | 17,000 m (55,000 ft)                             | 18,000 m (60,000 ft)                             | 18,000 m (60,000 ft)                                                                          | 18,000 m (60,000 ft)                             |
| エンジン     | ブリストル シドレー オリンパス 101, 102, 104 × 4 | ブリストル シドレー オリンパス 101, 102, 104 × 4 | ブリストル シドレー オリンパス 201, 202, 203 × 4 | ブリストル シドレー オリンパス 201, 202, 203, 301 × 4                                         | ブリストル シドレー オリンパス 201, 202, 203 × 4 |
| 燃料積載量   | 9,250 ガロン                                     | 9,250 ガロン                                     | 9,260 ガロン                                     | 9,260 ガロン                                                                                  | 9,260 ガロン                                     |
| 武装         | 核弾頭を搭載した核爆弾 または 450 kg 爆弾 × 21   | 核弾頭を搭載した核爆弾 または 450 kg 爆弾 × 21   | 核弾頭を搭載した核爆弾 または 450 kg 爆弾 × 21   | ブルースチール 核ミサイル × 1 または AGM-48 スカイボルト ミサイル × 2 または 450 kg 爆弾 × 21 | なし                                             |

## 現存する機体
| 型名          | 番号              | 機体写真 | 所在地                                      | 所有者                                                          | 公開状況 | 状態     | 備考 |
| ------------- | ----------------- | -------- | ------------------------------------------- | --------------------------------------------------------------- | -------- | -------- | --- |
| B.1           | XA893 8591M       | 写真     | イギリス シュロップシャー州                 | イギリス空軍博物館コスフォード館                                | 公開     | 静態展示 | 機首部分のみ展示されており、コックピットを見ることができる。 |
| B.1           | XA903 PS.15       | 写真     | イギリス ダンフリース・ギャロウェイ州       | ストニーカーク航空博物館(Stoneykirk Aviation Museum)            | 公開     | 静態展示 | 最後に飛行したB.1の機体。オリンパスエンジンやRB199エンジンの飛行試験機として使用された。当初は原型を保っていたが現在は機首部分のみが展示されている。見学は要予約。 |
| B.2 B.2 (MMR) | XH537 PS.5        | 写真     | イギリス ドーセット州                       | ボーンマス航空博物館                                            | 公開     | 静態展示 | 機首部分のみの展示。 |
| B.2           | XH558 PS.12       |          | イギリス サウスヨークシャー州               | ドンカスター・シェフィールド空港                                | 公開     | 動態展示 | 2015年まで飛行可能であった機体。現在は走行のみ可能となっている。                                                                                                   |
| B.2           | XH560 PS.14       | 写真     | イギリス エセックス州                       | ザ・コックピット・コレクション (The Cockpit Collection)         | 非公開   | 保管中   | 機首部分のみが残されている。 |
| B.2 B.2 (MRR) | XH563 PS.17       | 写真     | イギリス ノースヨークシャー州               | 個人所有                                                        | 公開     | 静態展示 | 機首部分のみの展示でイベントなどに出展されており、見ることができる模様。                                                                                           |
| B.2 B.2 (MRR) | XJ823 PS.23       |          | イギリス カンブリア州                       | ソルウェイ航空博物館                                            | 公開     | 静態展示 | 22機目に製造されたB.2。 |
| B.2A          | XJ824 AV224 PS.24 |          | イギリス ケンブリッジシャー州               | ダックスフォード帝国戦争博物館                                  | 公開     | 静態展示 | |
| B.2           | XL318 PS.27       |          | イギリス ロンドン                           | イギリス空軍博物館ロンドン館                                    | 公開     | 静態展示 | |
| B.2           | XL319 PS.28       |          | イギリス タインアンドウィア州               | ノースイースト陸海空博物館群                                    | 公開     | 静態展示 | |
| B.2A          | XL360 PS.32       |          | イギリス ウォーリックシャー州               | ミッドランド航空博物館                                          | 公開     | 静態展示 | |
| B.2           | XL361 PS.33       |          | カナダ ニューファンドランド・ラブラドール州 | グースベイ空軍基地                                              | 公開     | 静態展示 | 演習中にカナダで事故を起こしたため、その後部品の換装に費用がかかることからそのまま展示機材になった。                                                               |
| B.2           | XL388 PS.38       |          | イギリス サウスヨークシャー州               | マイク・ノース氏＆ジョン・モーリー氏 (Mike North & John Morley) | 公開     | 静態展示 | |
| B.2           | XL426 PS.44       |          | イギリス エセックス州                       | ロンドンサウスエンド空港                                        | 公開     | 動態展示 | |
| K.2           | XL445 PS.48       |          | イギリス サフォーク州                       | ノーフォーク・サフォーク博物館                                  | 公開     | 静態展示 | |
| B.2           | XM569 PS.50       |          | イギリス グロスターシャー州                 | ジェット世代博物館                                              | 公開     | 静態展示 | |
| B.2           | XM573 PS.54       |          | アメリカ ネブラスカ州                       | 戦略航空軍団・航空宇宙博物館                                    | 公開     | 静態展示 | |
| B.2A          | XM575 PS.56       |          | イギリス レスターシャー州                   | イーストミッドランズ航空公園                                    | 公開     | 静態展示 | |
| B.2           | XM594 PS.58       |          | イギリス ノッティンガムシャー州             | ニューアーク航空博物館                                          | 公開     | 静態展示 | |
| B.2           | XM597 PS.61       |          | イギリス イーストロージアン州               | ナショナル・ミュージアム・オヴ・フライト                        | 公開     | 静態展示 | |
| B.2           | XM598 PS.62       |          | イギリス シュロップシャー州                 | イギリス空軍博物館コスフォード館                                | 公開     | 静態展示 | |
| B.2           | XM602 PS.66       | 写真     | イギリス グレイター・マンチェスター州       | アヴロ遺産博物館                                                | 公開     | 静態展示 | |
| B.2           | XM603 PS.67       | 写真     | イギリス グレイター・マンチェスター州       | アヴロ遺産博物館                                                | 公開     | 静態展示 | |
| B.2           | XM605 PS.69       |          | アメリカ カリフォルニア州                   | キャッスル航空博物館                                            | 公開     | 静態展示 | |
| B.2           | XM606 PS.70       |          | アメリカ ルイジアナ州                       | バークスデール国際勢力博物館                                    | 公開     | 静態展示 | |
| B.2           | XM607 PS.71       |          | イギリス リンカーンシャー州                 | ワディントン空軍基地                                            | 公開     | 静態展示 | フォークランド紛争のブラック・バック作戦に参加したB.2で最良の状態で保存されている。                                                                                |
| B.2           | XM612 PS.76       |          | イギリス ノーフォーク州                     | ノーリッチ市航空博物館                                          | 公開     | 静態展示 | |
| B.2           | XM652 PS.84       |          | イギリス ポウイス郡                         | スー・ジャーマン＆ロイ・ジャーマン兄弟 (Sue & Roy Jerman)       | 非公開   | 静態展示 | |
| B.2           | XM655 PS.87       |          | イギリス ウォーリックシャー州               | ウェルズボーン・マウントフォード飛行場                          | 公開     | 動態展示 | |

## 登場作品
『007 サンダーボール作戦』
映画冒頭で、秘密結社スペクターのエミリオ・ラルゴによって不時着させられ、核兵器を奪われる。劇中で使われたのは、原寸大のプロップである、原作小説では、「ヴィンディケーター（Vindicator）」という架空の爆撃機として登場する。
『ソニックウィングス』
「イギリス　NATO空軍基地」ステージのボスとして登場。
『鋼鉄の咆哮 ウォーシップコマンダー』
イギリス型の航空機として登場。初代や2では敵機としてのみ登場したが、3ではプレイヤーが購入可能な機体となった。
『紺碧の艦隊2 ADVANCE』
イギリスの戦略爆撃機として登場。大量の2000ポンド爆弾や空対地ミサイルを搭載する。